# Espace urbain de Saint-Gaudens
Cet article court présente un sujet plus développé dans : Espace urbain.
L’espace urbain de Saint-Gaudens est un espace urbain centré sur la ville de Saint-Gaudens, en Haute-Garonne. Par la population, c'est le 69e des 96 espaces urbains français en 1999, il comporte alors 37 communes. 